# Ришард Собчак
Ришард Собчак (пол. Ryszard Sobczak, нар. 2 листопада 1967, Зґожелець, Польща) — польський фехтувальник на рапірах, срібний (1996 рік) та бронзовий (1992 рік) призер Олімпійських ігор, чемпіон світу.

## Виступи на Олімпіадах
| Олімпіада      | Дисципліна           | Місце |
| -------------- | -------------------- | ----- |
| Барселона 1992 | командна рапіра      | 3     |
| Атланта 1996   | індивідуальна рапіра | 15    |
| Атланта 1996   | командна рапіра      | 2     |
| Сідней 2000    | індивідуальна рапіра | 24    |
| Сідней 2000    | командна рапіра      | 4     |